# Mihajlovo
Mihajlovo (srbsko Михајлово; madžarsko Szentmihály) je naselje v Srbiji, ki upravno spada pod Občino Zrenjanin; slednja pa je del Srednjebanatskega upravnega okraja.

## Demografija
V naselju živi 803 polnoletnih prebivalcev, pri čemer je njihova povprečna starost 40,5 let (39,7 pri moških in 41,3 pri ženskah). Naselje ima 352 gospodinjstev, pri čemer je povprečno število članov na gospodinjstvo 2,85.
To naselje je v glavnem madžarsko (glede na popis iz leta 2002), a v času zadnjih treh popisov je opazno zmanjšanje števila prebivalcev.
|  |

| Demografija | Demografija     | Demografija     |
| Leto        | Št. prebivalcev | Št. prebivalcev |
| ----------- | --------------- | --------------- |
|             |                 |                 |
|             |                 |                 |
|             |                 |                 |
|             |                 |                 |
| 1948        | 1373            |                 |
| 1953        | 1286            |                 |
| 1961        | 1409            |                 |
| 1971        | 1252            |                 |
| 1981        | 1318            |                 |
| 1991        | 1169            | 1153            |
| 2002        | 1008            | 1004            |
|             |                 |                 |

| Etnična sestava po popisu iz leta 2002 | Etnična sestava po popisu iz leta 2002 | Etnična sestava po popisu iz leta 2002 | Etnična sestava po popisu iz leta 2002 | Etnična sestava po popisu iz leta 2002 |
| -------------------------------------- | -------------------------------------- | -------------------------------------- | -------------------------------------- | -------------------------------------- |
| Madžari                                | Madžari                                |                                        | 944                                    | 94,02%                                 |
| Srbi                                   | Srbi                                   |                                        | 37                                     | 3,68%                                  |
| Romuni                                 | Romuni                                 |                                        | 6                                      | 0,59%                                  |
| Jugoslovani                            | Jugoslovani                            |                                        | 4                                      | 0,39%                                  |
| Hrvati                                 | Hrvati                                 |                                        | 1                                      | 0,09%                                  |
| Slovenci                               | Slovenci                               |                                        | 1                                      | 0,09%                                  |
| Slovaki                                | Slovaki                                |                                        | 1                                      | 0,09%                                  |
| Romi                                   | Romi                                   |                                        | 1                                      | 0,09%                                  |
| Neznano                                | Neznano                                |                                        | 4                                      | 0,39%                                  |